# Mir Sultan Khan
Mir Sultan Khan (Punjabi en Urdu: میاں سلطان خان) (Mittha Tawana, Brits-Indië, 1905 – Sargodha, Pakistan, 1966) was een schaakspeler afkomstig uit het gebied Punjab, toen nog onderdeel van het Britse Rijk. Hij leerde de regels van het Indische schaken toen hij ongeveer tien jaar oud was. Die regels weken iets af van de huidige schaakregels, zo mocht de pion geen dubbelzet in de opening doen. Zijn voornaam was Mir, de naam Sultan Khan verwijst niet naar zijn status; de lage kaste waarin hij geboren was maakte dat hij voorbestemd was anderen te dienen. Hij werkte vanaf 1926 in de huishouding van landgoedeigenaar en politicus Malik Mohammed Umar Hayat Khan, zelf ook een redelijke schaakspeler. Hier leerde hij de regels van het westers schaak en kort daarop speelde hij op het niveau van een grootmeester, hoewel hij geen openingstheorie bestudeerde of schaakboeken las. In 1928 organiseerde Umar Khan het All-India Championship, welke werd gewonnen door zijn protegé Sultan Khan.
Umar Khan vertrok naar Engeland voor een politieke missie, 1929, en nam zijn bediende mee. In 1931 versloeg Sultan Khan Tartakower in een match met 6,5-5,5, in 1932 verloor hij een match tegen Flohr met 2,5-3,5. Hij werd drie keer kampioen van Groot-Brittannië, 1929, 1932 en 1933. Hij speelde voor dat land ook twee keer in de Schaakolympiade, in 1931 behaalde hij een score van 11,5 uit 17 op het eerste bord. Sultan Khan won partijen tegen grootmeesters als Aljechin en Capablanca. 
Sultan Khan had gezondheidsproblemen als gevolg van het koude en vochtige Engelse klimaat en het inspannende schaken. Toen Umar Hayat Khan naar India terugkeerde, 1933, nam hij Sultan Khan mee, waarna er snel een einde aan zijn schaakloopbaan kwam. In 1935 speelde hij zijn laatste toernooi.